# یانوش یوزفوویچ
یانوش یوزفوویچ (لهستانی: Janusz Józefowicz؛ زادهٔ ۳ ژوئیهٔ ۱۹۵۹) طراح رقص، هنرپیشه سینما و تئاتر و کارگردان نمایش اهل لهستان است.
او بابت فعالیت‌های هنری‌اش برندهٔ جوایز گوناگونی شده‌است که از آن میان می‌توان به نقاب زرین و گلوریا آرتیس اشاره گرد.
از فیلم‌هایی که وی در آن‌ها نقش داشته است، می‌توان به قهرمان سال اشاره نمود.